# IC 2561
IC 2561 — галактика типу Sb (компактна витягнута галактика) у сузір'ї Малий Лев.
Цей об'єкт міститься в оригінальній редакції індексного каталогу.